# St. Dionysius (Neukirchen)

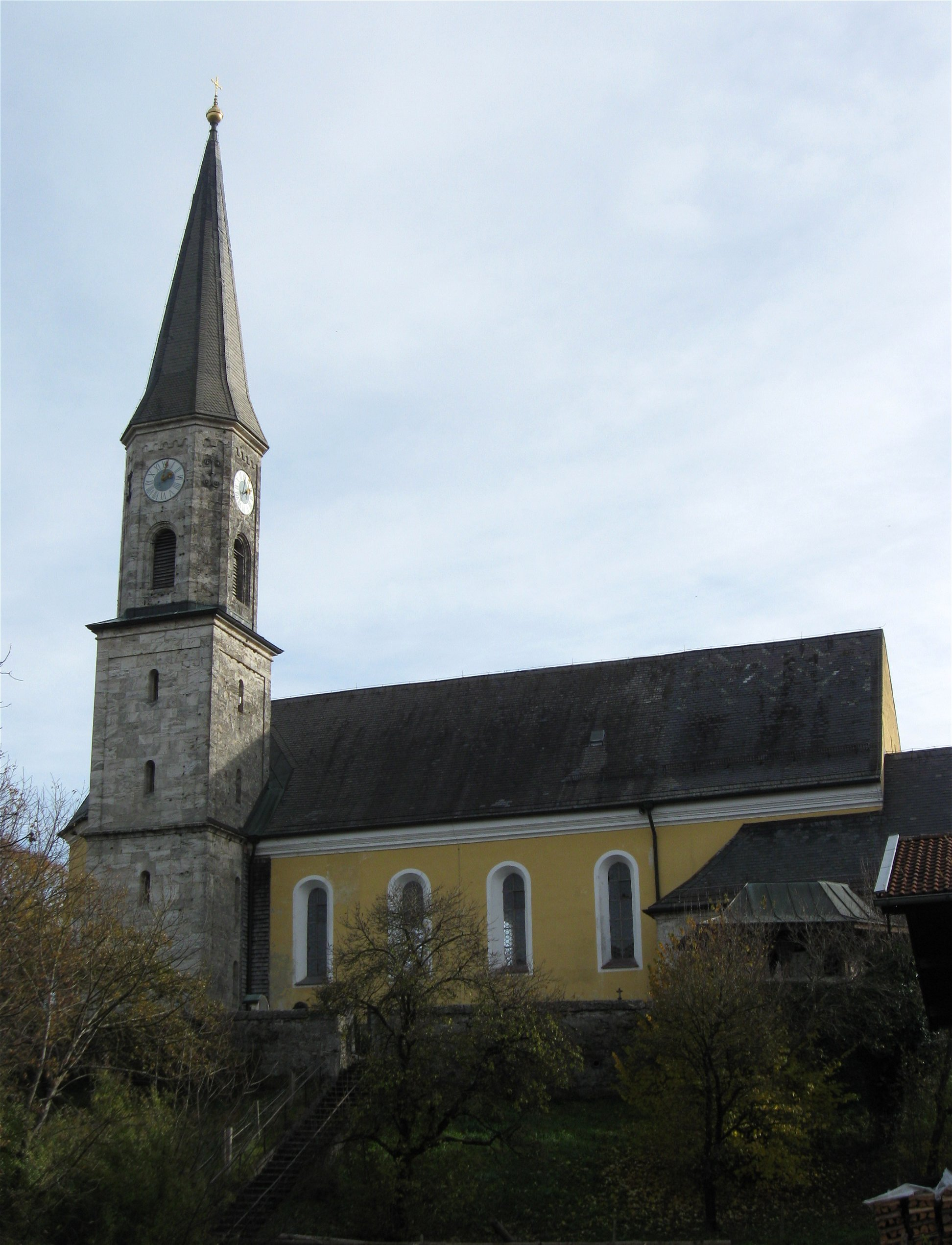
St. Dionysius in Neukirchen

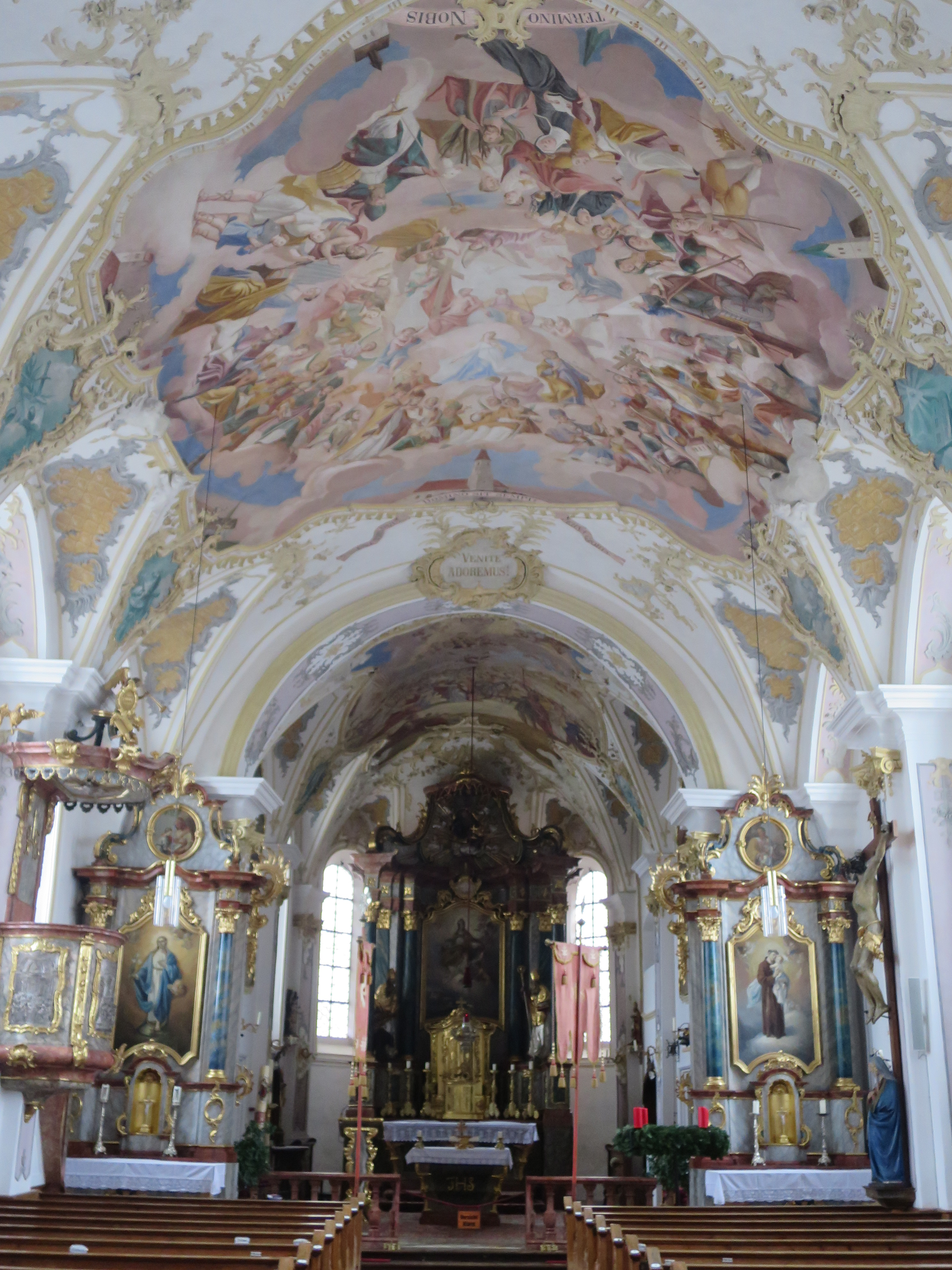
Innenansicht

Die römisch-katholische Pfarrkirche St. Dionysius steht in Neukirchen, einem Gemeindeteil von Weyarn im oberbayerischen Landkreis Miesbach. Sie ist in der Liste der Baudenkmäler in Weyarn unter der Nummer D-1-82-137-71 eingetragen. Die Kirche gehört zum Dekanat Miesbach im Erzbistum München und Freising.

## Beschreibung
Die spätgotische Wandpfeilerkirche wurde 1470 erbaut und in den Jahren 1761 bis 1763 barock umgestaltet. Sie besteht aus dem von 1909 bis 1911 auf fünf Joche verlängerten Langhaus, dem dreiseitig geschlossenen Chor im Osten, der Sakristei an der Südwand und dem 1879/80 aus Quadermauerwerk erneuerten Chorflankenturm auf quadratischem Grundriss an der Nordwand des Chors. Sein oberstes, von einem spitzen Helm bedecktes Geschoss mit abgeschrägten Ecken enthält die Turmuhr und den Glockenstuhl.
Der Innenraum des Langhauses ist mit einem Stichkappengewölbe überspannt. In den Fresken an der Decke wird die Trinität verherrlicht. 
Der 1799 gebaute Hochaltar wird von den Skulpturen des Korbinian und des Benno von Meißen flankiert. Im Gemälde des 1911 neuen Altarblatts ist der Pfarrpatron Dionysius über der Neukirchner Kirche dargestellt.